# Kang Bok-seung
Kang Bok-seung (* 20. März 1970) ist eine südkoreanische Badmintonspielerin. 

## Karriere
Kang Bok-seung siegte 1990 bei den Hungarian International im Dameneinzel. Im darauffolgenden Jahr war sie im Doppel bei den US Open erfolgreich, was der größte Erfolg ihrer Karriere bleiben sollte.

## Sportliche Erfolge
| Saison | Veranstaltung           | Disziplin   | Platz | Name                           |
| ------ | ----------------------- | ----------- | ----- | ------------------------------ |
| 1990   | Hungarian International | Dameneinzel | 1     | Kang Bok-seung                 |
| 1991   | US Open                 | Damendoppel | 1     | Shim Eun-jung / Kang Bok-seung |